# Station-to-Shuttle Power Transfer System

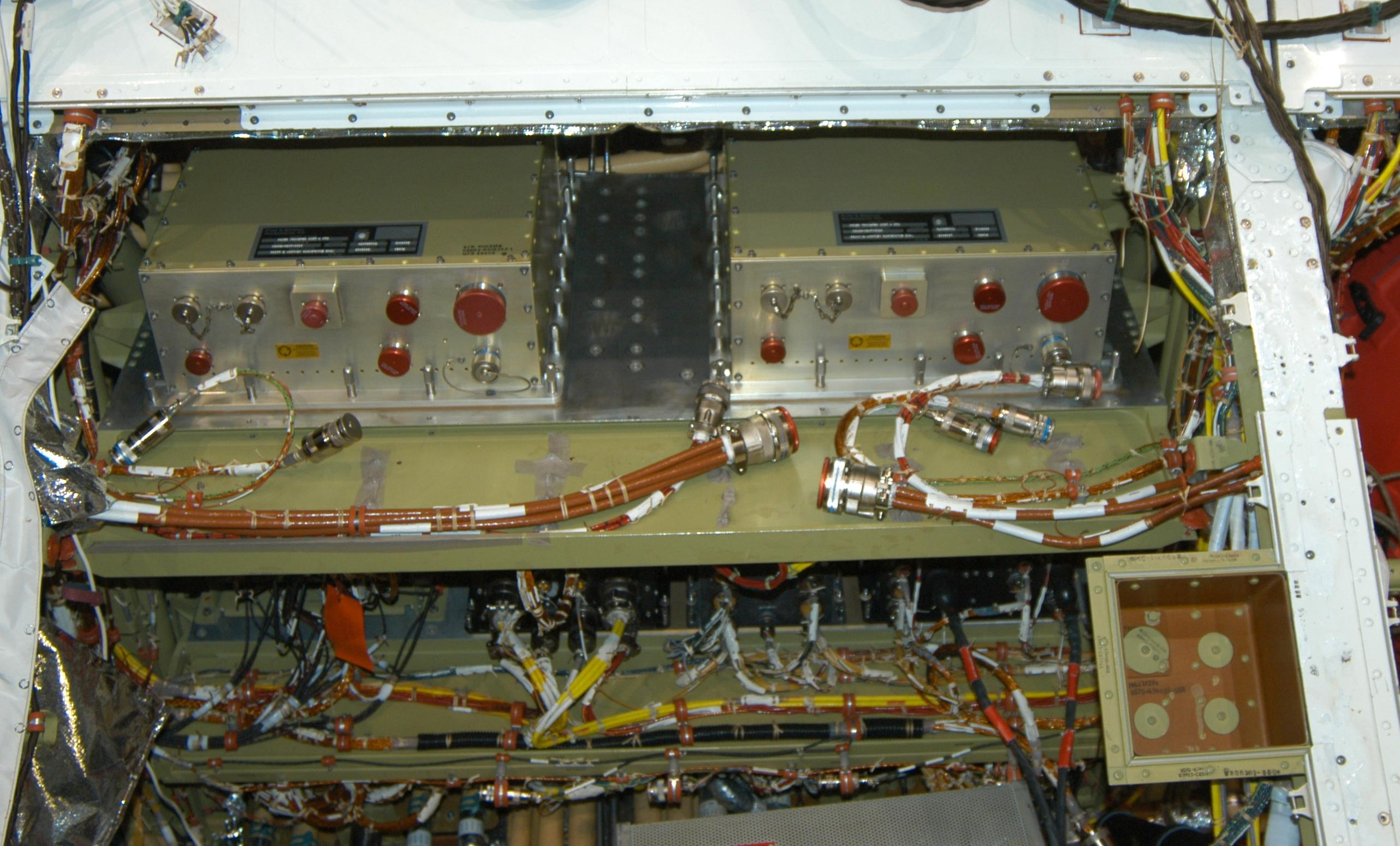
Die Power Transfer Unit (PTU) der Endeavour

Das Station-to-Shuttle Power Transfer System (SSPTS; ausgesprochen spits) erlaubte dem Space Shuttle, Energie von der Internationalen Raumstation zu beziehen. Das verringerte die Nutzung der bordeigenen Brennstoffzellen und verlängerte die mögliche Kopplungsdauer an der ISS um vier Tage.
SSPTS war ein Upgrade der shuttleeigenen Assembly Power Converter Unit (APCU) mit einer neuen Einheit, Power Transfer Unit (PTU) genannt. Die APCU stellte die Möglichkeit zur Verfügung, Energie von der 28-V-Gleichspannungsversorgung des Shuttles zur 120-V-Stromversorgung der ISS zu transferieren. Damit ließ sich zu Beginn des Aufbaus der Raumstation die verfügbare Leistung des russischen Swesda-Moduls erhöhen. Die PTU ermöglichte es nun, aus der 120-V-Gleichspannung der ISS in die 28-V-Stromversorgung des Orbiters einzuspeisen. Die maximale Übertragungsleistung lag bei acht Kilowatt. Damit konnten sich Space Shuttle und Raumstation nun, wenn nötig, gegenseitig mit Energie versorgen. Allerdings wurde von der Möglichkeit des Transfers von der Raumfähre zur ISS kein Gebrauch mehr gemacht.
Während der Mission STS-116 wurde der Kupplungsstutzen PMA-2, an dem die Space Shuttles andockten, umgebaut um das SSPTS nutzen zu können. Die erste Mission, die das neue System nutzte, war STS-118 mit der Raumfähre Endeavour.
Nur die Discovery und die Endeavour wurden mit dem SSPTS ausgerüstet. Die Atlantis ohne SSPTS konnte nicht so lange an der ISS eingesetzt werden, wie die anderen beiden Orbiter der Flotte.